# Кобра против Кет Клоу (стрип)
Кобра против Кет Клоу је ванредна епизода стрип серијала Кобра и Кет Клоу. Објављена је премијерно у YU стрип годишњаку, бр. 2 у издању Дечјих новина 1983. године. Цена је износила 100 динара. Сценарио је написала Љиљана Керац, епизоду нацртао Бранислав Керац. Епизода је имала 20 страна. 

## Кратак садржај
Кобра бежи испред полиције улицама Њујорка и наилази на Кет Клоу, која покушава да га заустави. Након жестоке битке на крову једне зграде, Кобра јој саопштава да је кренуо на састанак са извесним Спилбергом поводом филмског ангажмана (Кобра је иначе по занимању филмски каскадер). Тада су га заробили непознати људи, одвели у рафинерију у којој су га под дејством психоактивних супстанци приморали да опљачка банку. Кобра и Кет Клоу крећу у рафинерију и тамо наилазе на Долорес (види епизоду: Ратна краљица) и читав низ стрип јунака (Поручник Тара, Велики Блек, Били д’Пљуц итд. који су направилаи заверу против Кобре и Кет Клоу, јер је због њих Бранислав Керац престао да их црта.